# Kasteel van Noisy

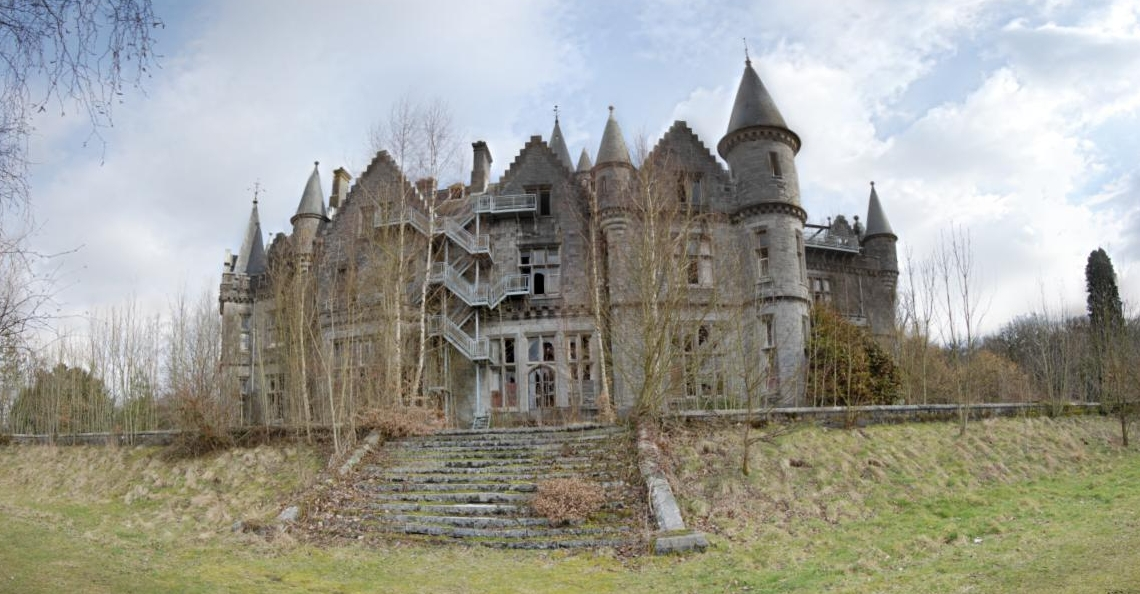
De achterzijde van het kasteel in 2009

Het kasteel van Noisy was een kasteel in de Belgische Ardennen. De bouw van dit neogotische kasteel begon reeds in 1866 en was pas in 1907 volledig voltooid. Het kasteel was een van de zeldzame nieuw-neogotische gebouwen in België. De sloop van het gebouw werd voltooid in 2017.
Het werd ontworpen door de Engelse architect Edward Milner, die echter stierf voor de voltooiing ervan. Het kasteel heeft verschillende functies vervuld en is ook bekend als Château Miranda of Home de Noisy. Dat laatste was de naam toen het als vakantiehuis voor de NMBS diende. Het kasteel is gelegen op enkele honderden meters van het Kasteel van Vêves.

## Algemeen
Het kasteel viel op door zijn 56 meter hoge centrale toren. Verder werd het omringd door vele andere torentjes. Vlak naast het gebouw bevonden zich enkele bijgebouwen, waar ooit ook paardenstallen gevestigd waren. De totale grondoppervlakte van de gebouwen bedroeg ongeveer 1.140 m². Het hele kasteel bevatte in het totaal 103 vertrekken met samen 550 ramen.

## Geschiedenis

### Landhuis van Noisy
De gronden behoorden al sinds de 11e eeuw toe aan het geslacht Beaufort de Celles (later Liedekerke-Beaufort), die vanaf de 15e eeuw het Kasteel van Vêves bewoonden. In de tweede helft van de 18e eeuw verliet de graaf dit kasteel echter om in een landhuis te gaan wonen, op slechts enkele honderden meters van Vêves. Dit landhuis, dat volgens sommigen best een kasteel genoemd kon worden, stond bekend als het 'landhuis van Noisy'. Op dit landhuis werd later een meer bescheiden hoeve gebouwd.

### Bouw
De kleinzoon van de graaf die het kasteel van Vêves verliet, Hadelin de Liedekerke Beaufort, besloot om dat oude kasteel niet te restaureren, maar de bouw van een geheel nieuw kasteel te overwegen, dat meer bij de smaak van de 19e eeuw paste. In 1866 gaf hij de opdracht aan de Engelse architect Edward Milner, die in heel Europa bekend was. Deze koos voor de toen erg populaire neogotische stijl voor het interieur en de afwerking van het gebouw, dat tevens ook erg Schots aandoet. Het kasteel van Noisy had oorspronkelijk nog een stuk groter moeten worden, met een oranjerie, een andere toren en een vestingwal die uiteindelijk nooit gebouwd werden. Milner overleed immers nog voor het gebouw gereed was. Een Franse architect, genaamd Pelcher, nam het werk van hem over. Het kasteel werd gedurende een erg lange periode in verschillende fasen gebouwd. In 1907 was het werk uiteindelijk af.
Milner ontwierp ook het park rond het kasteel en maakte, landschapsschilder als hij was, ook verschillende schilderijen van het gebouw.

### Na de Tweede Wereldoorlog
Tussen 1939 en 1945 kwam het kasteel in handen van de Duitse bezetter. Na de Tweede Wereldoorlog werd het deels aan de NMBS ter beschikking gesteld. Zij verbouwden de linkervleugel tot vakantieverblijf voor groepen kinderen en jongeren, terwijl de graaf de rechtervleugel bleef bewonen. In 1958 vertrok de graaf definitief uit het kasteel om zich in de nabijgelegen hoeve te vestigen, op de plek van het voormalige landhuis. De NMBS kreeg nu de kans om het gebouw helemaal om te bouwen tot vakantieverblijf en het werd de 'Home van Noisy' gedoopt. In 1977 konden de spoorwegen het kasteel niet meer uitbaten, waarop de graaf een vennootschap oprichtte die de functie van het gebouw overnam, waarbij het de vakantiefunctie behield en voortaan een verblijf werd dat door schoolgroepen en jeugdbewegingen gebruikt kon worden. Sinds 1991 stond het gebouw echter leeg.

### Verval

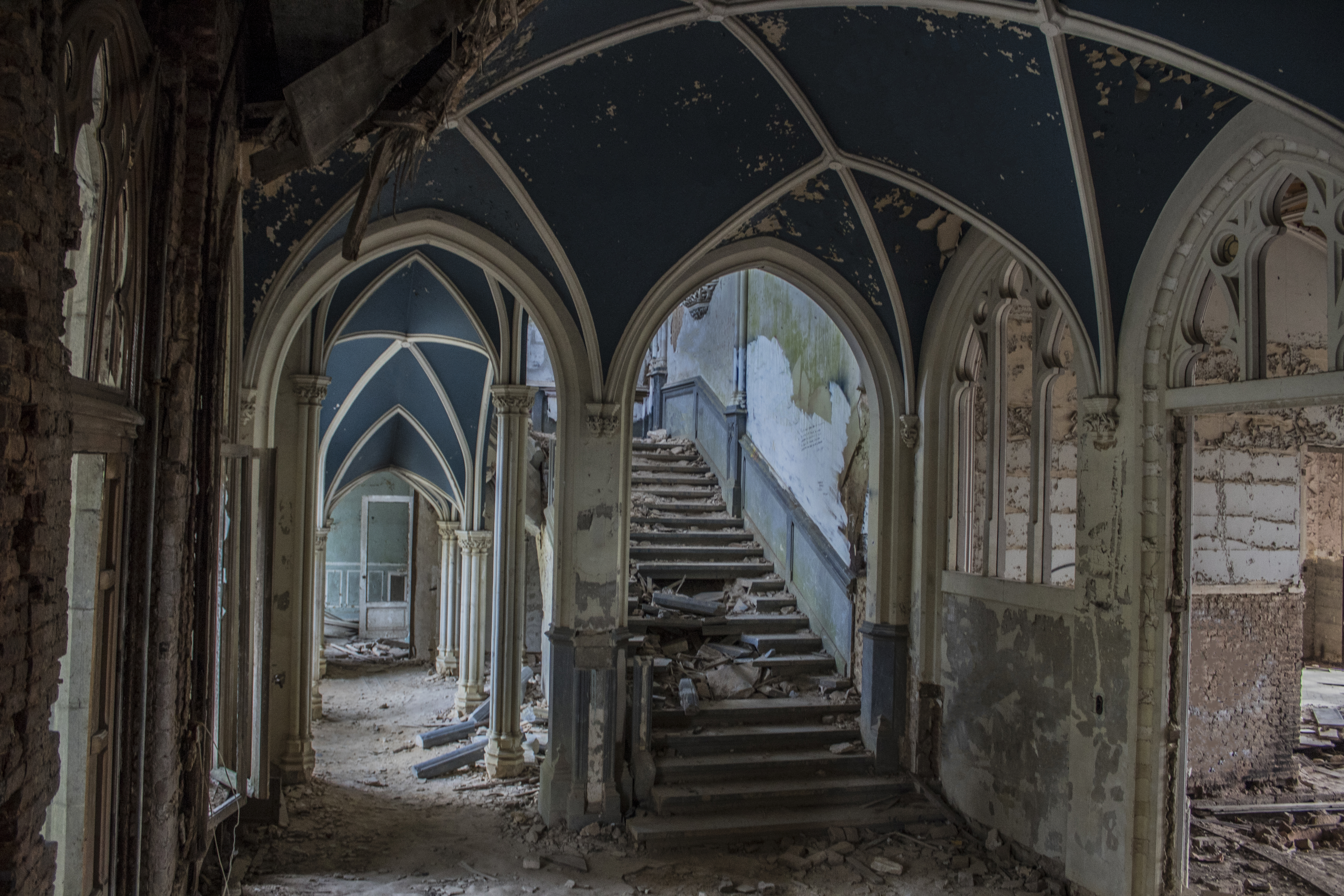
De traphal in mei 2017

Nadat het kasteel leeg was komen te staan, raakte het snel in verval. In 2009 waren nagenoeg alle 550 ruiten in het kasteel gesneuveld en waren in sommige delen van het gebouw complete trappenhuizen ingestort. De gemeente Celles had al enkele malen een bod gedaan om het kasteel en de grond over te nemen, maar de familie wilde nog geen afstand doen van het kasteel. Ondanks de aanwezige boswachter en het grote instortingsgevaar, bleef het kasteel een geliefde locatie voor urban explorers en kunstfotografen.
Vanaf 2014 stond er een hek om een deel van het terrein en waren er waarschuwingsborden op de plaats waar de omheining eindigde.
Op 5 februari 2015 werd het kasteel geschrapt van de lijst met erfgoed, waardoor het niet meer beschermd was tegen een eventuele sloop. Een maand later werd een sloopvergunning ingediend door de eigenaar van het kasteel zelf.
De afbraakwerken begonnen op 24 oktober 2016, maar begin november werd de sloop alweer stopgezet. In mei 2017 werd de sloop hervat. Door een beslissing van de Raadkamer van Dinant werd de sloop in juni 2017 opnieuw stopgezet omdat de sloopvergunning ongeldig was; er was geen onderzoek gedaan naar de schade die de sloop aan de dieren rond het kasteel zou toebrengen, in het bijzonder de vleermuizen die zich in het kasteel bevonden. De graaf die eigenaar was, ging in hoger beroep en de vergunning werd wederom goedgekeurd. De sloop van de monumentale toren werd voltooid op 5 oktober 2017.

## Varia
- In 2009 werd het kasteel gebruikt voor opnames van de film Anubis en de wraak van Arghus.

## Afbeeldingen

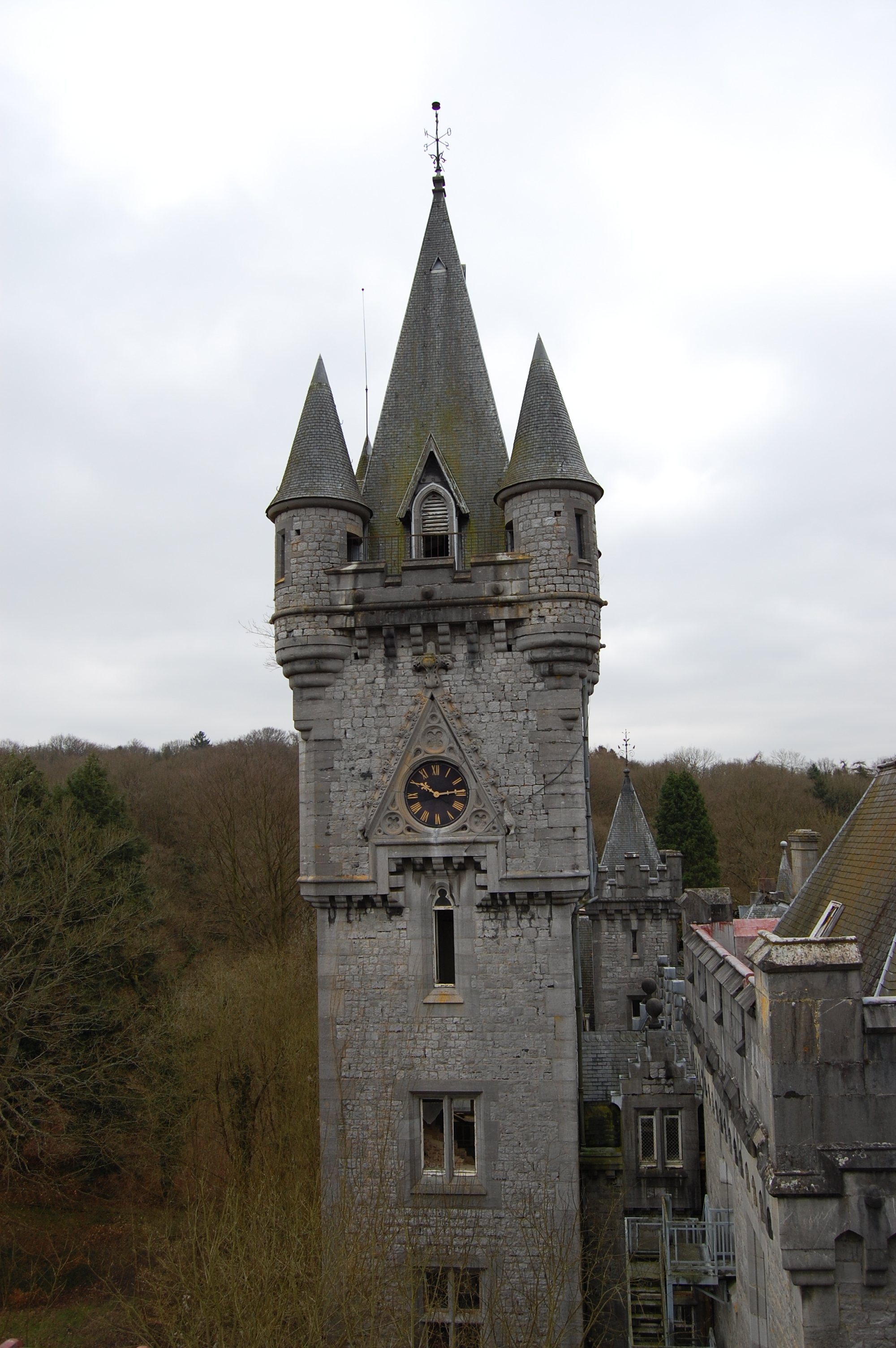
De 56 meter hoge klokkentoren
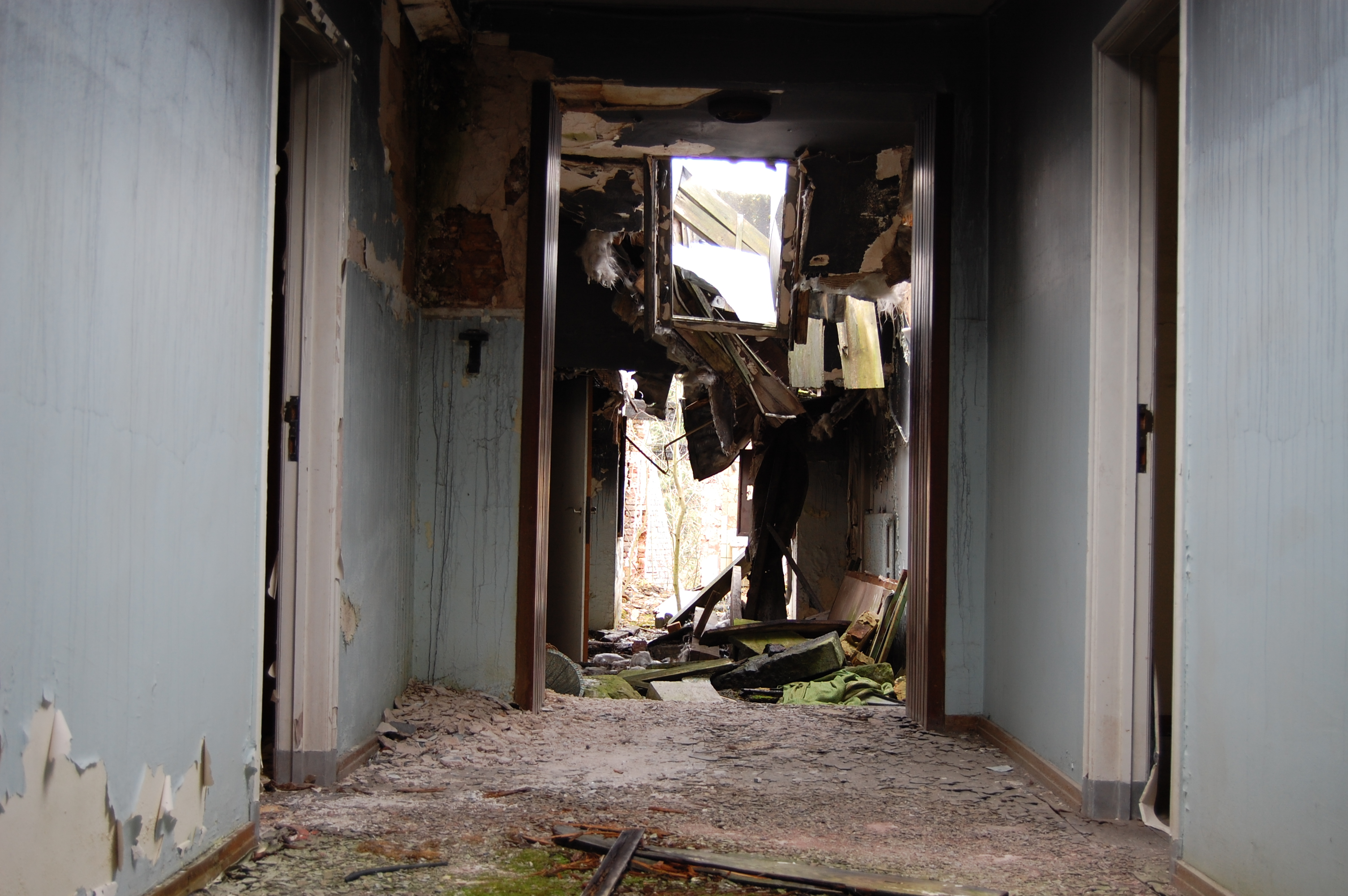
Het kasteel verkeert in slechte conditie; de bovenste (4e) verdieping is al bijna helemaal ingestort
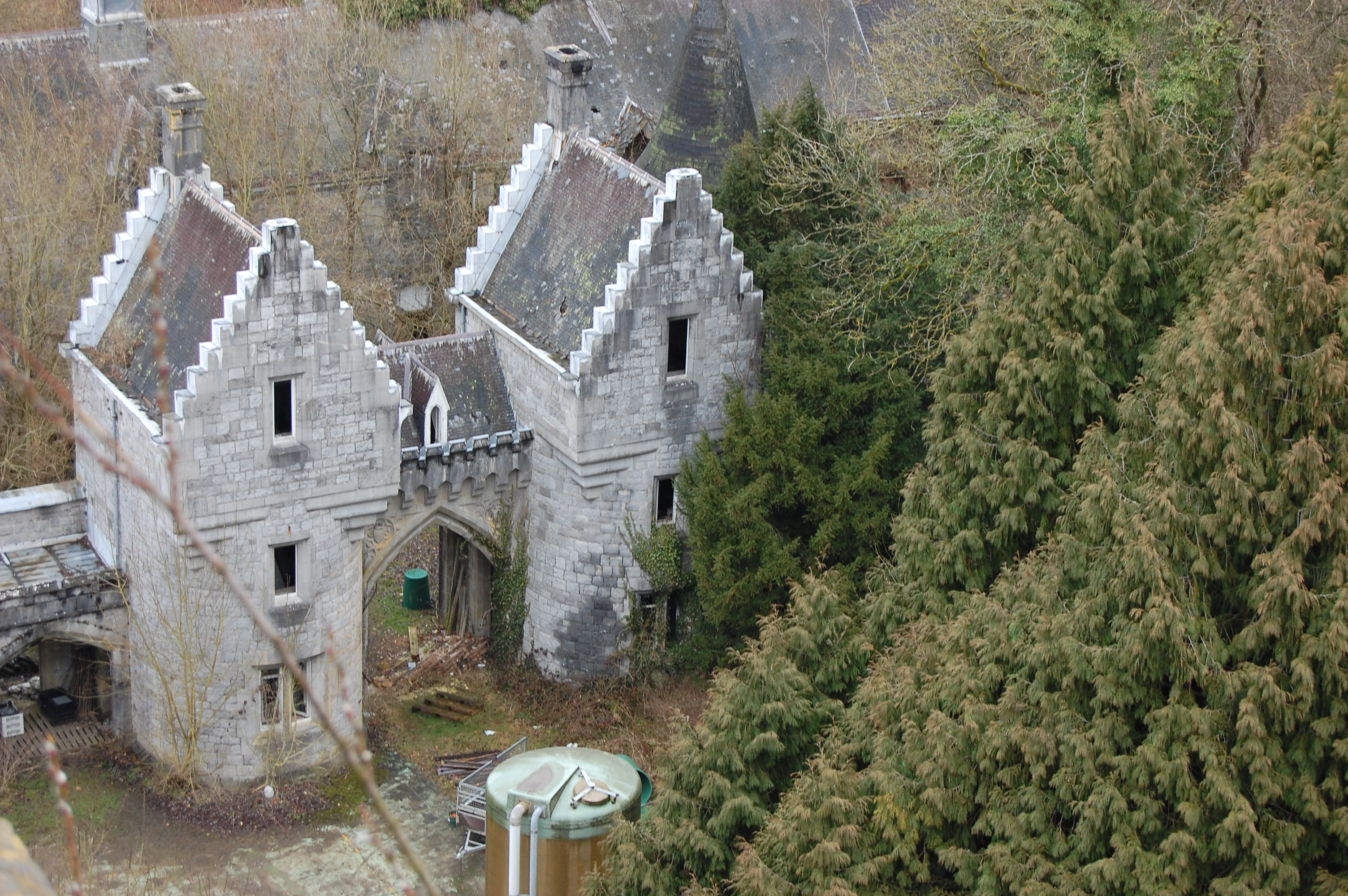
Poort van het zijgebouw
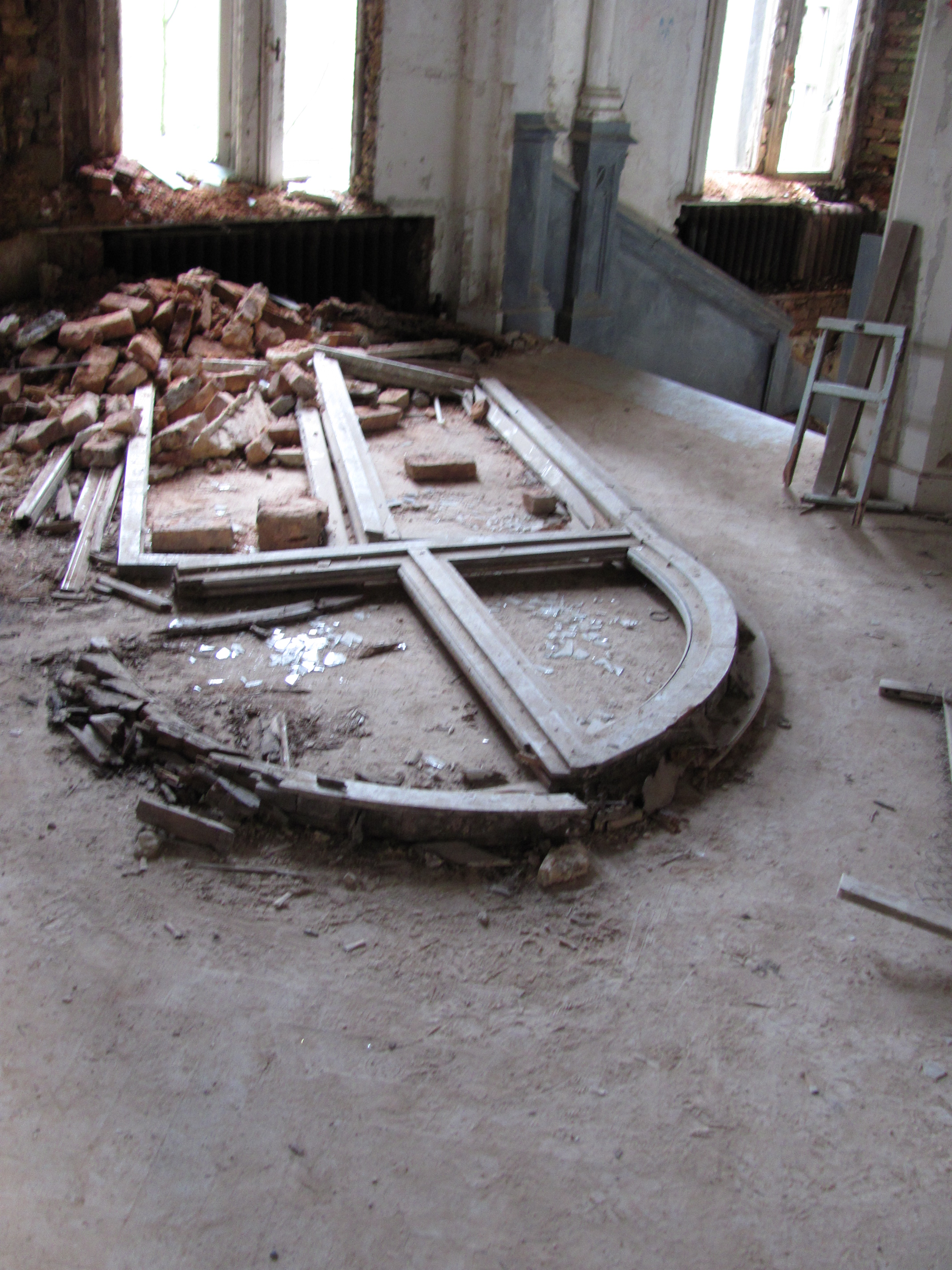
een gevallen raam getuigt van het instortingsgevaar
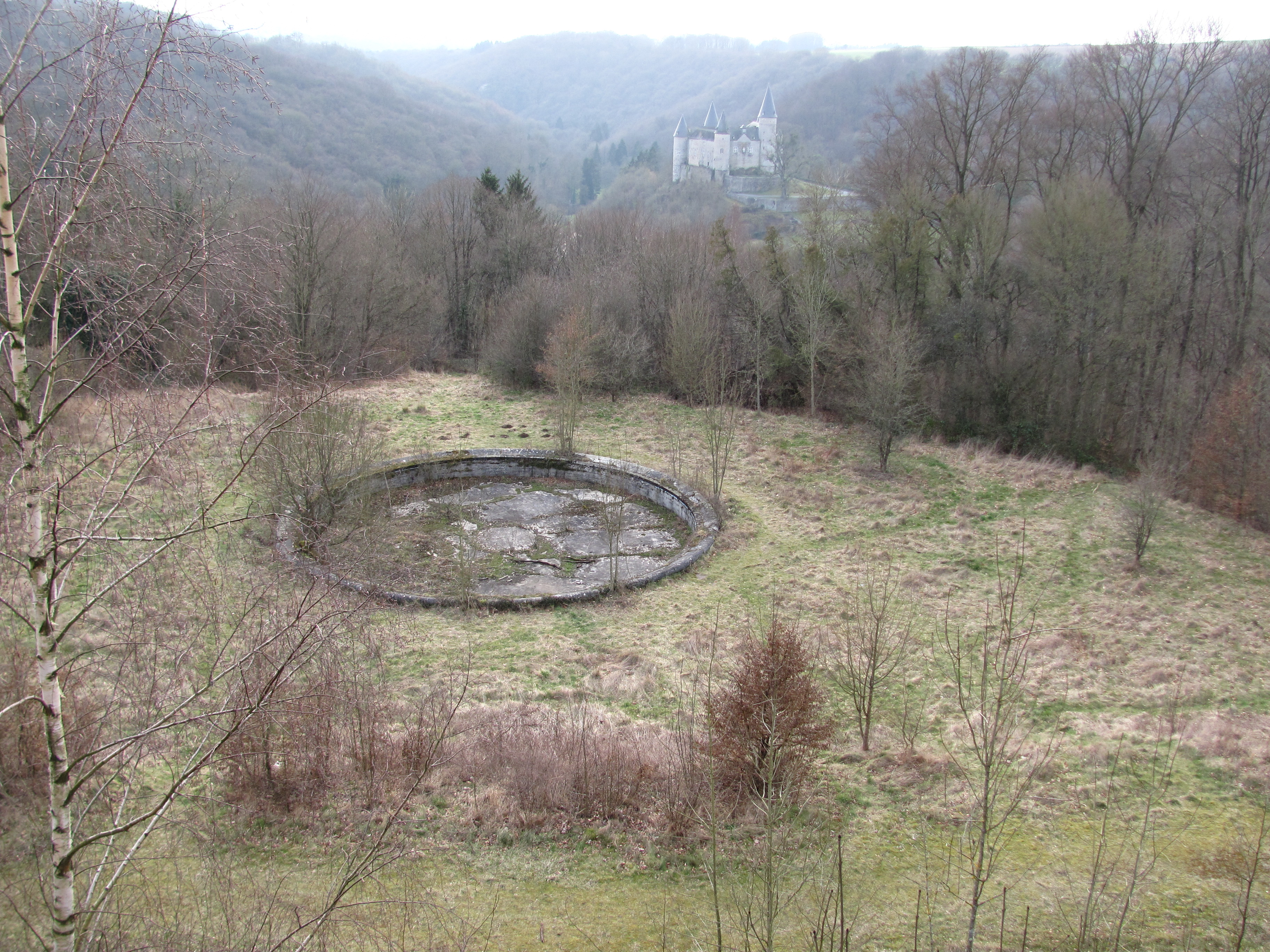
vanuit het dakraam van het kasteel kan men het nabijgelegen kasteel van Vêves zien, die dezelfde eigenaar heeft als Noisy.
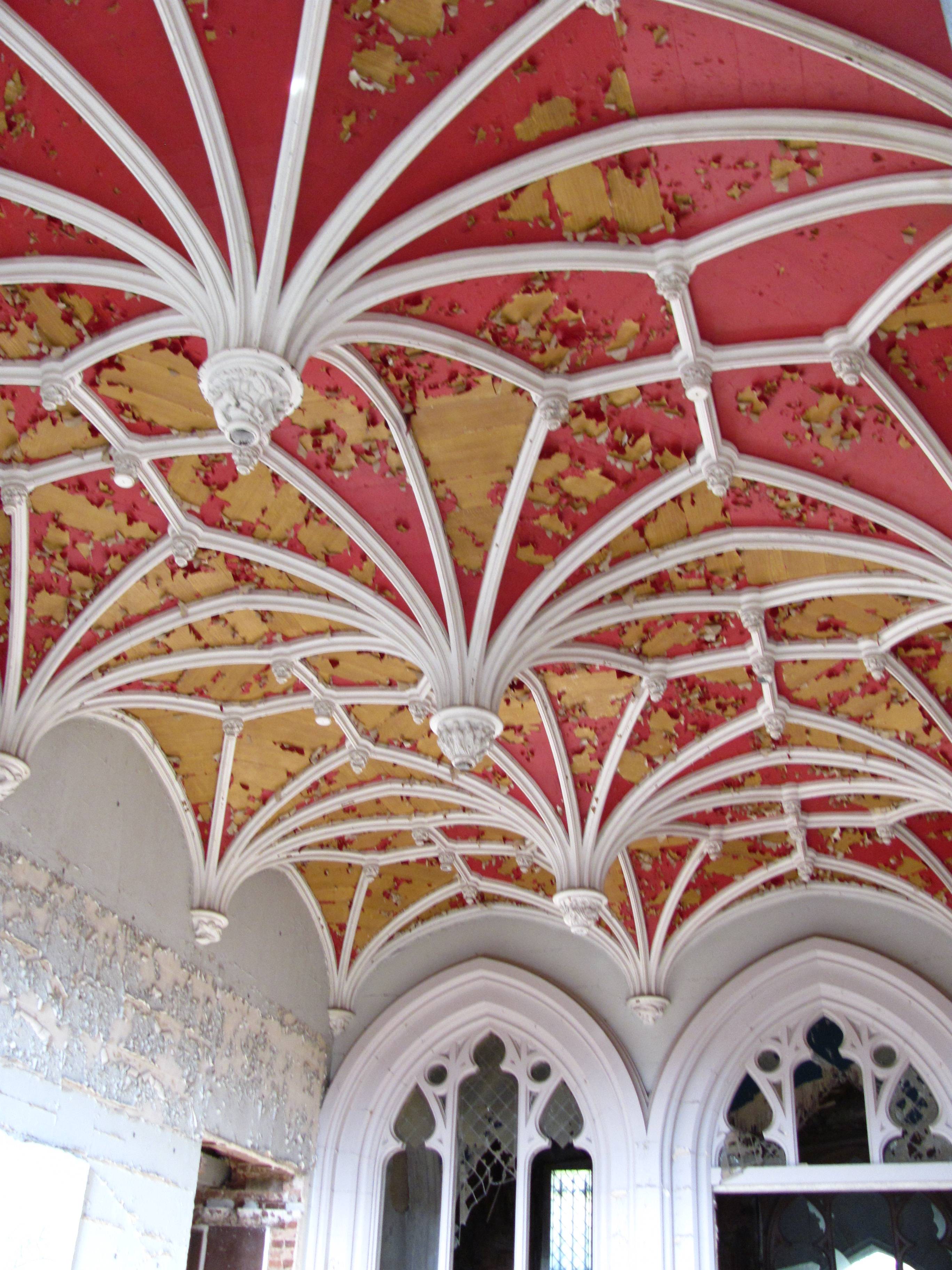
Binnen is de neogotische stijl erg goed te zien
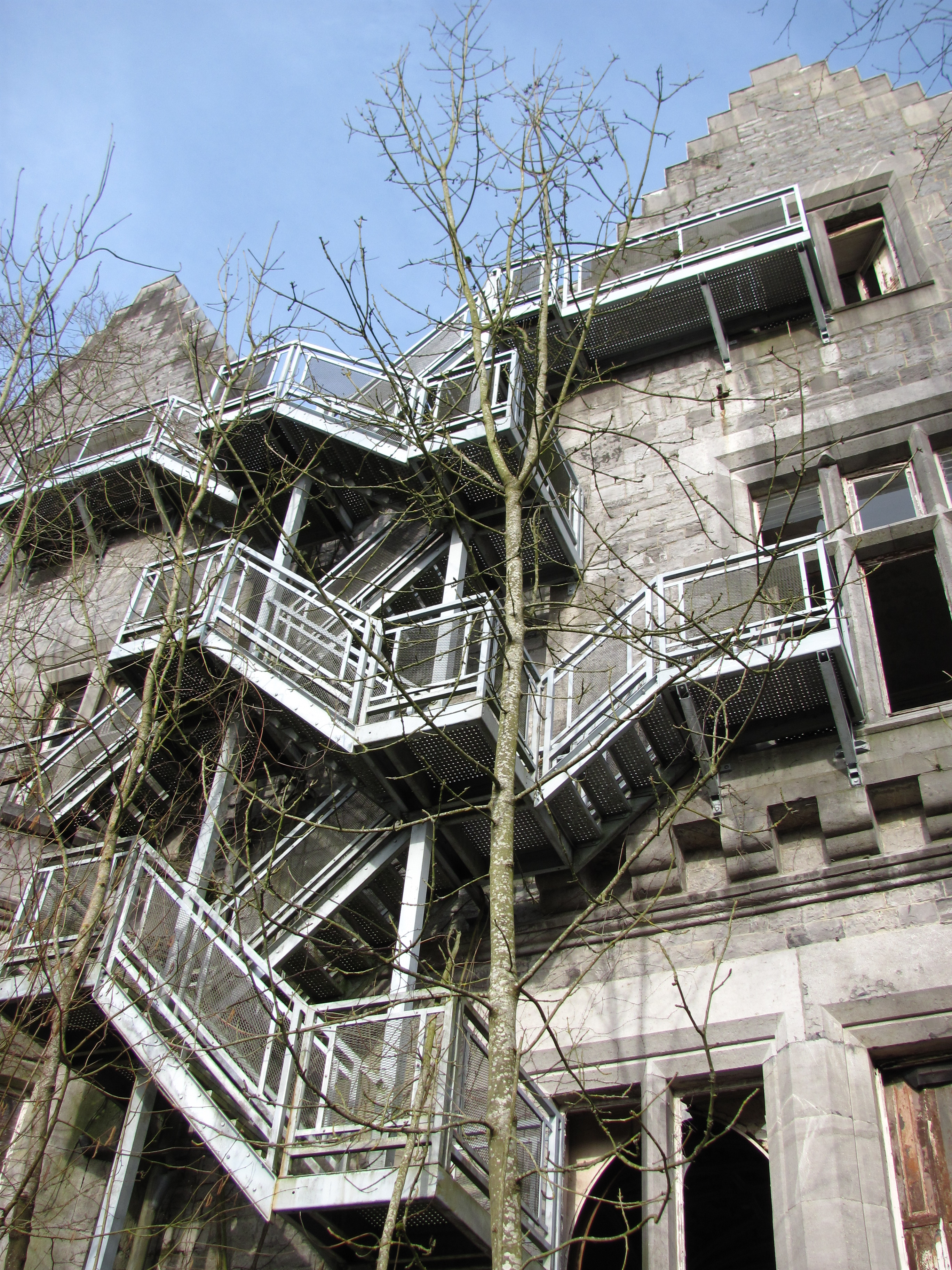
Om te voldoen aan de veiligheidsnormen werden brandtrappen toegevoegd aan het gebouw